# Kamik od oštra
Kamik od oštra je hrid u hrvatskom dijelu Jadranskog mora. Nalazi se u Palagruškom otočju, oko 20 metara istočno od obale Male Palagruže.
Površina hridi iznosi 1220m2, a hrid se iz mora uzdiže 19 m.